# Џон Стоунс
Џон Стоунс (енгл. John Stones, 28. мај 1994) енглески је фудбалер који тренутно наступа за Манчестер Сити и репрезентацију Енглеске. Игра на позицији центархалфа, али није му страна ни позиција бека.
Стоунс је своју каријеру започео у Барнслију, марта 2012. године, када је свој деби за овај клуб уписао на утакмици Чемпионшипа. Имао је само 17 година тада. У први премијерлигашки клуб (ФК Евертон) прелази у јануарском прелазном року 2013. године, и то за суму од 3 милиона фунти. За 4 сезоне проведене у клубу из Мерзисајда, Стоунс је уписао 95 наступа. У августу 2016. године прелази у ФК Манчестер Сити за 47,5 милиона фунти. То је уједно био други најскупљи трансфер једног дефанзивца у историји фудбала.
Деби за сениорску репрезентацију Енглеске, уписао је 2014. године, а пре тога је био стандардни члан младих селекција ове земље. На Еуро 2016. није наступио ни на једном мечу своје репрезентације.

## Клупска каријера

### Барнсли
Пошто је рођен у Барнслију, Стоунс је прошао млађе категорије фудбалског клуба из тог града, да би први професионални уговор са овим клубом потписао у децембру 2011. године. Први професионални наступ имао је у поразу свог тима од Рединга (резултат 0:4), када је у 52. минуту утакмице заменио Скота Вајсмана. Први и једини гол за Барнсли, Стоунс је уписао на првој утакмици у којој је био стартер. То је био меч у оквиру Енглеског Лига купа, који је Барнсли играо у гостима са Рочдејлом, а Стоунс је постигао гол за изједначење, пред крај првог полувремена. Барнсли је на тој утакмици славио након продужетака, резултатом 3:4.

### Евертон
Стоунс је свој уговор на 4 и по године са Евертоном потписао 31. јануара 2013. године. Дебитантски наступ имао је на утакмици против Стивениџа, у оквиру другог кола Лига купа. Евертон је славио у продужецима, а резултат је био 2:1. Деби у Премијер лиги имао је септембра 2013. године, када је ушао на терен уместо Стивена Нејсмита, у победи свог тима над Челсијем, резултатом 1:0. Први наступ као стартер, Стоунс је забележио против Стоука, на Британији, првог дана у 2014. години, а бодови са тог меча били су подељени обема екипама (1:1).
Нови петогодишњи уговор са Евертоном, Стоунс потписује 7. августа 2014. године. Плата коју је Џон тада примао сваке недеље износила је око 30.000 фунти. На утакмици са Манчестер јунајтедом, 5. октобра 2014. Стоунс је доживео повреду чланка, која га је удаљила са терена између 10 и 14 недеља. Међутим, упркос тој повреди, он је био номинован за награду Златни дечко заједно са бившим крилним фудбалером Евертона Жерард Деулофеуом, садашњим левим беком Манчестер Јунајтеда Луком Шоуом, и играчем који је ту награду освојио, Рахим Стерлингом.
У прелазном року 2015. године, Стоунс је био мета Челсија, и лондонски клуб је послао чак 3 понуде за енглеског дефанзивца, међутим, све 3 су биле одбијене од стране Евертона. У августу је Стоунс затражио од управе да напусти клуб, међутим, и то је било одбијено.

### Манчестер Сити
Августа 2016. године, Манчестер Сити је у своје редове успешно довео Џона Стоунса. Уговор је потписан на 6 година, а сума трансфера износила је 47,5 милиона фунти са потенцијалним бонусима у износу од 2,5 милиона фунти. Овим трансфером, Стоунс је постао други најскупљи одбрамбени фудбалер у историји, одмах иза Челсијевог Давида Луиза. Занимљиво је да је Стоунсов некадашњи клуб Барнли од овог трансфера зарадио 6,78 милиона фунти, цифра већа него било која коју је Барнли успео да заради од продаје неког фудбалера.
Први наступ у новом клубу, Стоунс уписује 13. августа, у првој утакмици и првој победи у новој сезони над екипом Сандерленда, а резултат је био 2:1. У победи Ситија над Вест Хемом резултатом 5:0, Стоунс је постигао први гол у дресу популарних "Грађана". То је била утакмица у оквиру трећег кола ФА купа, а одиграна је 6. јануара 2017. године. Током сезоне, Стоунс је био на мети критика домаћих медија, на рачун његових пружаних партија. У интервјуима на крају сезоне, Стоунс је говорио како је разочаран што клуб није успео да се избори за нити један трофеј, и рекао је како је вољан да напредује уз тренера Гвардиолу.

## Репрезентативна каријера
Први наступ за сениорску репрезентацију Енглеске, Стоунс је забележио 30. маја 2014. године на Вемблију, када је у последњих 15 минута пријатељске утакмице са Перуом заменио свог тадашњег саиграча Лејтона Бејнса. Први репрезентативни старт уписао је 3. новембра исте године, такође у пријатељском мечу, само овога пута против Норвешке, а 5 дана касније Стоунс бележи свој први званични наступ у утакмици Квалификација за Европско првенство у фудбалу 2016., коју је Енглеска решила у своју корист резултатом 0:2, у гостима против Швајцарске.

## Статистика

### Клуб
| Клуб              | Сезона            | Лига              | Лига    | Лига   | ФА Куп  | ФА Куп | Лига куп | Лига куп | Европа  | Европа | Укупно  | Укупно |
| Клуб              | Сезона            | Ниво такмичења    | Наступа | Голова | Наступа | Голова | Наступа  | Голова   | Наступа | Голова | Наступа | Голова |
| ----------------- | ----------------- | ----------------- | ------- | ------ | ------- | ------ | -------- | -------- | ------- | ------ | ------- | ------ |
| Барнсли           | 2010–11           | Чемпионшип        | 0       | 0      | 0       | 0      | 0        | 0        | —       | —      | 0       | 0      |
| Барнсли           | 2011–12           | Чемпионшип        | 2       | 0      | 0       | 0      | 0        | 0        | —       | —      | 2       | 0      |
| Барнсли           | 2012–13           | Чемпионшип        | 22      | 0      | 2       | 0      | 2        | 1        | —       | —      | 26      | 1      |
| Барнсли           | Укупно            | Укупно            | 24      | 0      | 2       | 0      | 2        | 1        | —       | —      | 28      | 1      |
| Евертон           | 2012–13           | Премијер лига     | 0       | 0      | —       | —      | —        | —        | —       | —      | 0       | 0      |
| Евертон           | 2013–14           | Премијер лига     | 21      | 0      | 3       | 0      | 2        | 0        | —       | —      | 26      | 0      |
| Евертон           | 2014–15           | Премијер лига     | 23      | 1      | 2       | 0      | 0        | 0        | 3       | 0      | 28      | 1      |
| Евертон           | 2015–16           | Премијер лига     | 33      | 0      | 2       | 0      | 6        | 0        | —       | —      | 41      | 0      |
| Евертон           | Укупно            | Укупно            | 77      | 1      | 7       | 0      | 8        | 0        | 3       | 0      | 95      | 1      |
| Манчестер Сити    | 2016–17           | Премијер лига     | 27      | 0      | 4       | 1      | 1        | 0        | 9       | 1      | 41      | 2      |
| Манчестер Сити    | 2017–18           | Премијер лига     | 5       | 0      | 0       | 0      | 1        | 0        | 1       | 2      | 7       | 2      |
| Манчестер Сити    | Укупно            | Укупно            | 32      | 0      | 4       | 1      | 2        | 0        | 10      | 3      | 48      | 4      |
| Укупно у каријери | Укупно у каријери | Укупно у каријери | 133     | 1      | 13      | 1      | 12       | 1        | 13      | 3      | 171     | 6      |

Напомене
1. ↑  Наступи у УЕФА лига Европе
2. 1 2  Наступи у УЕФА Лига шампиона

### Репрезентација
| Репрезентација | Година | Наступа | Голова |
| -------------- | ------ | ------- | ------ |
| Енглеска       | 2014   | 4       | 0      |
| Енглеска       | 2015   | 3       | 0      |
| Енглеска       | 2016   | 8       | 0      |
| Енглеска       | 2017   | 7       | 0      |
| Енглеска       | 2018   | 15      | 2      |
| Енглеска       | 2019   | 1       | 0      |
| Укупно         | Укупно | 38      | 2      |

## Награде

### Манчестер сити
- Премијер лига (6) : 2017/18, 2018/19, 2020/21, 2021/22, 2022/23, 2023/24.
- ФА куп (2) : 2018/19, 2022/23.
- Лига куп (2) : 2017/18, 2019/20.
- ФА Комјунити шилд (2) : 2018, 2019.
- УЕФА Лига шампиона (1) : 2022/23.
- УЕФА суперкуп (1) : 2023.
- Светско клупско првенство (1) : 2023.

Индивидуалне
- Најбољи млади фудбалер Евертона 2014/15.[32]